# David Dellinger
David T. Dellinger, född 22 augusti 1915, död 25 maj 2004, var en amerikansk radikal pacifist och en aktivist för icke-våldsam social förändring. Han var mest känd för allmänheten som en av Chicago Seven, som ställdes inför rätta 1969.

## Uppväxt
Dellinger föddes i Wakefield, Massachusetts i en rik familj. Han var son till Maria Fiske och Raymond Pennington Dellinger, som tog examen vid Yale University, advokat och en framstående republikan och vän till Calvin Coolidge. Hans mormor, Alice Bird Fiske, var aktiv i Daughters of the American Revolution.
Dellinger studerade vid Yale University och Oxford University, och han studerade också teologi vid Union Theological Seminary i avsikt att bli en kongregationalistisk minister. Vid Yale hade han varit klasskamrat och vän till ekonomen och politiske teoretiker Walt Rostow. Han avvisade sin bekväma bakgrund och gick en dag ut från Yale för att leva med luffare under depressionen. Medan han var vid Oxford University besökte han Nazityskland och körde ambulans under det spanska inbördeskriget. Dellinger, som motsatte sig krigets segrande nationalistiska fraktion, ledd av Francisco Franco, påminde sig senare: "Efter Spanien var andra världskriget enkelt. Jag var inte ens frestad att plocka upp en pistol för att slåss för General Motors, US Steel eller Chase Manhattan Bank, även om Hitler körde andra sidan."

## Politisk karriär
Under andra världskriget var han fängslad för vapenvägran och antikrigsuppviglare. I det federala fängelset protesterade han och andra vapenvägrare, inklusive Ralph DiGia och Bill Sutherland, mot rassegregering i matsalarna. Den avskaffades till slut på grund av protesterna. Han satt i den verkställande kommittén för Socialist Party of America och Young People's Socialist League, dess ungdomsavdelning, tills han lämnade 1943. I februari 1946 hjälpte Dellinger till att grunda den radikala pacifistkommittén för icke-våldsam revolution. Han var också en långvarig medlem av War Resisters League och gick med i personalen i mars 1955. I juli-november 1951 deltog Dellinger i cykelturen Paris-till-Moskva för nedrustning med Bill Sutherland och Art Emery, sponsrad av Peacemakers; cyklister kom så långt som till sovjetarméns högkvarter i Wien. ”Vi varnades att inte gå till den sovjetiska zonen. Människor som gick till arméns högkvarter sågs ibland aldrig mer. Men vi trodde inte att det skulle hända oss. Det värsta som skulle hända var fängelse, och jag visste redan att jag tål det. Jag var bara orolig för vad jag lade min familj tillbaka i staterna.” Paris-till-Moskvacykelturen för nedrustning var en viktig inspiration för San Francisco till Moskva Walk for Peace 1960–1961.
På 1950- och 1960-talet gick Dellinger med i frihetsmarscher i söder och ledde många hungerstrejker i fängelse. 1956 grundade han, Dorothy Day och A. J. Muste tidningen Liberation som ett forum för den icke-marxistiska vänstern som liknade Dissent. Dellinger hade kontakter med och var vän med så olika personer som Eleanor Roosevelt, Ho Chi Minh, Martin Luther King Jr., Abbie Hoffman, A.J. Muste, Greg Calvert, James Bevel, David McReynolds, och många av Svarta pantrarna som Fred Hampton, som han mycket beundrade. Som ordförande för Fifth Avenue Vietnam Peace Parade Committee arbetade han med många antikrigsorganisationer och hjälpte till att föra King and Bevel till ledarpositioner under 1960-talets antikrigsrörelse. 1966 reste Dellinger till både norra och södra Vietnam för att först ta reda på effekterna av amerikansk bombning. Han erinrade senare om att kritiker ignorerade hans resa till Saigon och enbart fokuserade på hans besök i Hanoi. 1968 undertecknade han löftet "Writers and Editors War Tax Protest" och lovade att vägra skattebetalningar för att protestera mot Vietnamkriget, och blev senare sponsor för War Tax Resistance-projektet, som praktiserade och förespråkade skattemotstånd som en form av protest mot kriget.

### Chicago Seven-rättegången
När USA:s engagemang i Vietnam växte tillämpade Dellinger Mahatma Gandhis principer om icke-våld på sin aktivism inom den växande antikrigsrörelsen. En av höjdpunkterna i detta var Chicago Seven-rättegången på grund av anklagelser om att Dellinger och flera andra hade konspirerat för att korsa delstatliga gränser i avsikt att anstifta ett upplopp, efter att demonstranter mot krig hade avbrutit den demokratiska nationella kongressen 1968 i Chicago. Det efterföljande domstolsförfarandet förvandlades av Dellinger och hans medåtalade till en nationellt publicerad plattform för att sätta rätt för Vietnamkriget. Den 18 februari 1970 frikändes de för konspirationsavgiften, men fem åtalade, däribland Dellinger, dömdes för att ha korsat delstatliga gränser för att starta upplopp.
Domare Julius Hoffmans hantering av rättegången, tillsammans med FBI:s avlyssning av försvarsadvokaterna, resulterade, med hjälp av Center for Constitutional Rights, i att övertygelserna upphävdes av Seventh Circuit Court of Appeals två år senare. Även om föraktcitat upprätthölls vägrade överklagandenämnden att döma någon.